# II liga polska w piłce nożnej (1962/1963)
II liga 1962/1963 – 15. edycja rozgrywek drugiego poziomu ligowego piłki nożnej mężczyzn w Polsce. Wzięło w nich udział 16 drużyn, grając systemem kołowym. Sezon ligowy rozpoczął się w sierpniu 1962, ostatnie mecze rozegrano w czerwcu 1963.
Była to pierwsza edycja II ligi rozgrywana systemem jesień – wiosna zamiast stosowanego przed 1962 wiosna – jesień.
| Poziomy rozgrywkowe w sezonie 1962/1963 | Poziomy rozgrywkowe w sezonie 1962/1963 | Poziomy rozgrywkowe w sezonie 1962/1963 |
| Rozgrywki                               | P                                       | Nazwa                                   |
| --------------------------------------- | --------------------------------------- | --------------------------------------- |
| Centralne                               | I                                       | I Liga                                  |
| Centralne                               | II                                      | II Liga                                 |
| Okręgowe (18 okręgów)                   | III                                     | Liga Okręgowa                           |
| Okręgowe (18 okręgów)                   | IV                                      | A klasa                                 |
| Okręgowe (18 okręgów)                   | V                                       | B klasa                                 |
| Okręgowe (18 okręgów)                   | VI                                      | C klasa                                 |

## Drużyny
| Uczestnicy poprzedniej edycji                                                                                 | Uczestnicy poprzedniej edycji | Uczestnicy poprzedniej edycji | Uczestnicy poprzedniej edycji |
| --- | ----------------------------- | ----------------------------- | ----------------------------- |
| grupa A |                               |                               |                               |
| PIA | Piast Gliwice                 | 2                             |                               |
| PBD | Polonia Bydgoszcz             | 3                             |                               |
| UNR | Unia Racibórz                 | 4                             |                               |
| KAR | Karpaty Krosno                | 5                             |                               |
| SRŚ | Slavia Ruda Śląska            | 6                             |                               |
| grupa B |                               |                               |                               |
| SZO | Szombierki Bytom              | 2                             |                               |
| ŚLĄ | Śląsk Wrocław                 | 3                             |                               |
| GAR | Garbarnia Kraków              | 4                             |                               |
| WAK | Wawel Kraków                  | 5                             |                               |
| BAŁ | Bałtyk Gdynia                 | 6                             |                               |
| Spadek z I ligi 1962                                                                                          |                               |                               |                               |
| SMI | Stal Mielec                   | 13                            |                               |
| CRA | Cracovia                      | 14                            |                               |
| Awans z III ligi 1961/1962                                                                                    |                               |                               |                               |
| zwycięzcy baraży o awans                                                                                      |                               |                               |                               |
| DĄB | Dąb Katowice                  | 1 (gr. I)                     |                               |
| RAK | Raków Częstochowa             | 1 (gr. II)                    |                               |
| STŁ | Start Łódź                    | 1 (gr. III)                   |                               |
| PGD | Polonia Gdańsk                | 1 (gr. IV)                    |                               |
| Oznaczenia: - kolumna pierwsza – skróty nazw drużyn, - kolumna trzecia – miejsce zajęte w poprzednim sezonie. |                               |                               |                               |

Uwaga: Karpaty Krosno występowały w poprzednim sezonie pod nazwą MZKS Krosno.

## Rozgrywki
Uczestnicy rozegrali 30 kolejek ligowych po 8 meczów każda (razem 240 spotkań) w dwóch rundach – jesiennej i wiosennej.
Mistrz i wicemistrz II ligi uzyskali awans do I ligi, a zespoły z miejsc 13–16 spadły do III ligi.

### Tabela
| Lp. | Drużyna                  | M  | Z  | R  | P  | Bramki | Bramki | Różn. | Pkt | Uwagi              |
| --- | ------------------------ | -- | -- | -- | -- | ------ | ------ | ----- | --- | ------------------ |
| 1   | Szombierki Bytom (M) (A) | 30 | 19 | 6  | 5  | 63     | 24     | +39   | 44  | Awans do I ligi    |
| 2   | Unia Racibórz (A)        | 30 | 16 | 8  | 6  | 59     | 41     | +18   | 40  | Awans do I ligi    |
| 3   | Raków Częstochowa        | 30 | 17 | 5  | 8  | 59     | 35     | +24   | 39  |                    |
| 4   | Garbarnia Kraków         | 30 | 14 | 5  | 11 | 44     | 36     | +8    | 33  |                    |
| 5   | Cracovia                 | 30 | 12 | 9  | 9  | 46     | 42     | +4    | 33  |                    |
| 6   | Śląsk Wrocław            | 30 | 12 | 7  | 11 | 42     | 33     | +9    | 31  |                    |
| 7   | Polonia Bydgoszcz        | 30 | 12 | 7  | 11 | 49     | 41     | +8    | 31  |                    |
| 8   | Karpaty Krosno           | 30 | 11 | 9  | 10 | 27     | 33     | −6    | 31  |                    |
| 9   | Piast Gliwice            | 30 | 11 | 7  | 12 | 46     | 44     | +2    | 29  |                    |
| 10  | Stal Mielec              | 30 | 10 | 9  | 11 | 31     | 33     | −2    | 29  |                    |
| 11  | Start Łódź               | 30 | 9  | 10 | 11 | 34     | 41     | −7    | 28  |                    |
| 12  | Wawel Kraków             | 30 | 10 | 7  | 13 | 40     | 52     | −12   | 27  |                    |
| 13  | Dąb Katowice (S)         | 30 | 12 | 2  | 16 | 46     | 56     | −10   | 26  | Spadek do III ligi |
| 14  | Slavia Ruda Śląska (S)   | 30 | 9  | 5  | 16 | 42     | 53     | −11   | 23  | Spadek do III ligi |
| 15  | Bałtyk Gdynia (S)        | 30 | 8  | 5  | 17 | 30     | 52     | −22   | 21  | Spadek do III ligi |
| 16  | Polonia Gdańsk (S)       | 30 | 4  | 7  | 19 | 20     | 62     | −42   | 15  | Spadek do III ligi |